# Hugo, o Chantre
Hugo, o Chantre (em inglês: Hugh the Chanter; m. 1140), também conhecido como Hugo Bainha Tola (em inglês antigo: Hugh Sottewain), foi um historiador da Catedral de Iorque durante o século XII e foi provavelmente arquidiácono durante o tempo que escreveu sua obra. Foi autor de uma obra em latim conhecida como História da Igreja de Iorque.